# Cailifo
Il cailifo (蔡李佛, Choylifut) è uno stile di arti marziali cinesi del Sud. È una sintesi creata nel 1836 da Chen Xiang 陳享 (più conosciuto nella pronuncia Cantonese Chan Heung) partendo dall'insegnamento di tre maestri: Li Youshan 李友山; Cai fu 蔡褔; Chen Yuanhu 陳遠護. Il nome dello stile deriva proprio dai primi due maestri con l'aggiunta di Fo 佛 per sottolineare la devozione al buddismo (Fo è il termine che indica Buddha nella lingua cinese). Esso contiene elementi di arti marziali sia del Sud che del Nord della Cina: si dice che utilizzi le posizioni ed i metodi di spostamento degli stili del Nord e i metodi di braccia degli stili del Sud.
Il nome viene reso in pronuncia Cantonese in modi differenti: Choylifut, Choi Lei Fut , ecc. Habersetzer utilizza Choy Lee Fut e Tsai Lee Fo. Lee Koon-Hung usa Choy Lay Fut.
Secondo Xie Furui e Wang Wenjing questo stile è anche detto Nanquan Beipai Hua (南拳北派化, Pugilato del Sud che si trasforma in Scuola del Nord) ed essi asseriscono che negli ambienti di wushu si dice Bei You Taiji, Nan You Cailifo (北有太极、南有蔡李佛. Al Nord hanno il Taiji, al Sud hanno il cailifo).

## Origini
Il cailifo è stato creato da Chen Xiang (陈享, 1806-1875) nel villaggio Jingmeicun (京梅村) dell'area amministrativa di Xinhui (新会), nel distretto di Jiangmen (江门), nella provincia di Guangdong.
Secondo l'articolo Sanquan Hebi Cailifo Chen Xiang a quindici anni seguì gli insegnamenti di un discepolo laico di Shaolin esperto di Hongfoquan (洪佛拳).
Nel 1823, Chen Xiang onorò come maestro Li Youshan (李友山), famoso esperto di Lijiaquan del Guangdong. Dopo quattro anni, con l'approvazione del maestro Li, Chen si recò a praticare con Cai Fu (蔡福) alla località Baiheguan (白鹤观) presso la montagna Luofushan (罗浮山). Dopo una decina d'anni Chen Xiang diede vita ad una nuova scuola a cui diede il nome di Cailifoquan (蔡李佛拳) in onore degli stili da cui proveniva.
Per Habersetzer Chen Xiang ricevette l'insegnamento di uno zio, Chen Yuanhu (陈远护), per dieci anni, da Li Youshan apprese anche medicina tradizionale e si presentò da Cai Fu con una raccomandazione di Li. Sempre secondo questa fonte Cai Fu gli insegnò lo stile Hongjiaquan di Shaolin. Diversa la cronologia degli avvenimenti secondo quanto racconta Lee Koon-Hung: il primo insegnante di Chen Xiang sarebbe stato Cai Fu, che era un monaco Shaolin. In seguito, Cai Fu, avrebbe introdotto Chen Xiang presso Li Youshan per apprendere il Lijiaquan. Questa esperienza durò 8 anni. Li Youshan spinse quindi Chen ad andare a studiare il Fojiaquan presso il monaco buddista Erba Verde (Qingcao Heshang, 青草和尚).
Secondo alcuni Chen Yuanhu fu allievo di un discepolo laico di Zhishan Chanshi (至善禅师), nel tempio Guangxiaosi (光孝寺) di Canton. In seguito avrebbe preso come maestro il monaco buddista Duzhang (独杖和尚) del tempio Chaansi (茶庵寺) in Waihai (外海) nell'area di Xinhui, che gli avrebbe trasmesso il Fojiaquan.
Secondo questo racconto Chen Yuanhu raccomandò Chen Xiang a Li Youshan che era allievo di Zhishan (至善) e viveva in Qibao (七堡) nell'area di Xinhui.
Per Pan Shunsui e Liang Da Chen Xiang avrebbe appreso da Cai Fu il Fojia Xinfa (佛家心法), lo Shaolin Neiwai Baguaquan (少林内外八卦拳) e la medicina tradizionale.

## La trasmissione
La fondazione del Cailifo è datata nel 1836. Chen Xiang ebbe numerosissimi allievi tra cui Chen Anbo (陈安伯), Chen Guanbo (陈官伯), Long Zicai (龙子才), Zhang Yan (张炎), solo per citarne alcuni, che appartengono quindi alla seconda generazione.
Nel 1838 Chen Xiang ed i suoi discepoli furono incaricati dal governatore di Canton Lin Zexu (林则徐) di presidiare Humen (虎门) per stroncare l'ingresso di carichi di oppio nel Paese. A seguito della sconfitta cinese nella prima guerra dell'oppio, Lin Zexu venne rimosso dal suo incarico e Chen Xiang si ritirò a vita privata nel proprio villaggio natale. 

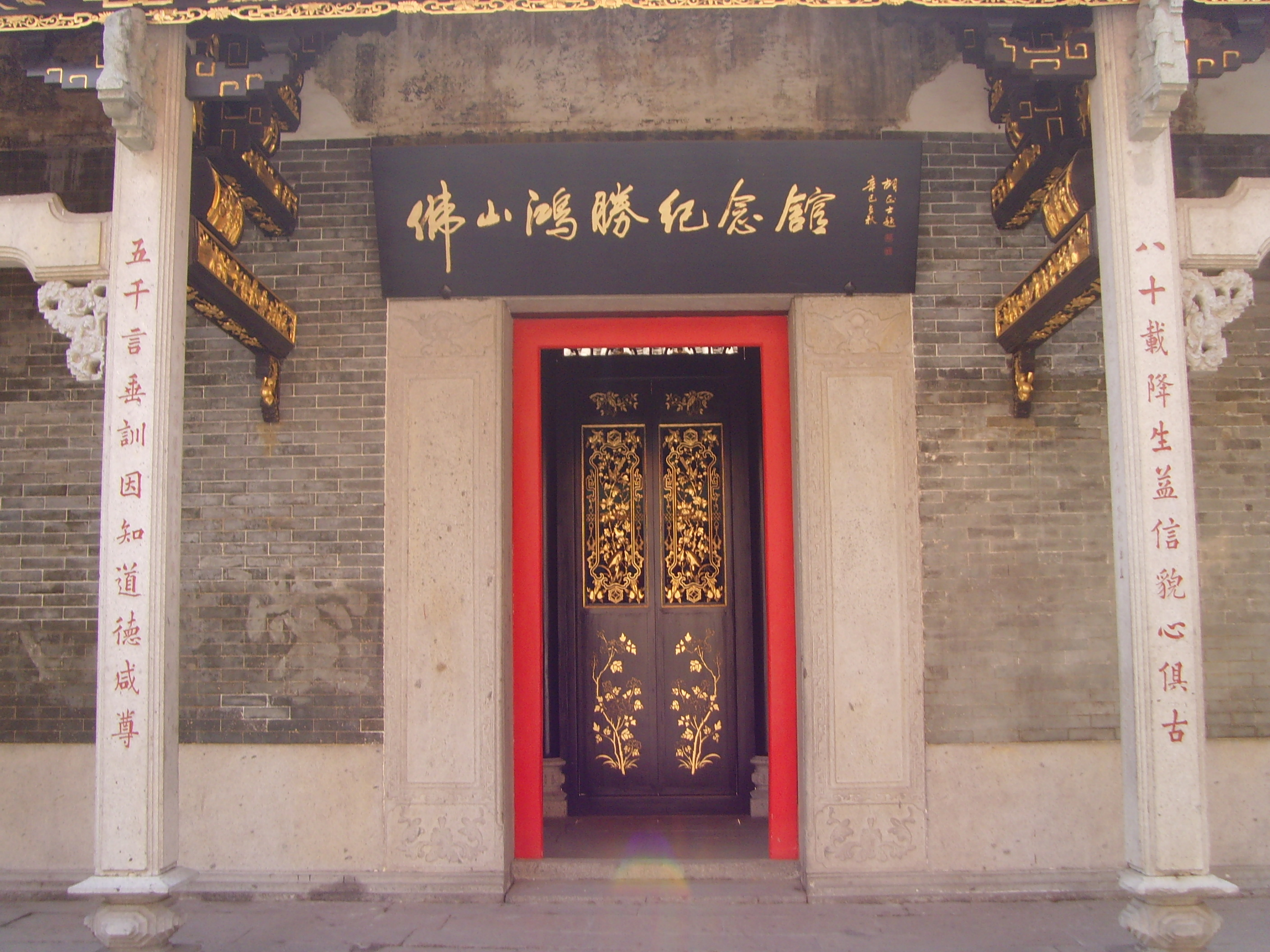
Museo Hongsheng

Nel 1845 Chen Xiang fondò in Jingmeicun la Cailifo Hongsheng Zong Guan (蔡李佛洪圣总馆,Palestra Generale del Saggio Hong del Cailifo) e la Sala dei Fondatori(祖师堂, Zushitang).
Allo scoppio della Rivolta dei Taiping (Taiping Tianguo, 太平天国) alcuni praticanti di Cailifo si unirono ad essa. In particolare Feng Yunshan (冯云山), Re del Sud dei Taiping, era stato allievo di Long Zicai (龙子才) a sua volta discepolo di Chen Xiang. Long Zicai stesso fu un generale nella rivolta. Quando però Zeng Guofan (曾国藩) reclutò in ogni regione la milizia, anche Chen Xiang fu coscritto con l'incarico di ufficiale imperiale. Chen Xiang lasciò il proprio villaggio per sfuggire a questo obbligo e si recò a preparare le truppe ribelli.
Quando i Taiping Tianguo vennero sconfitti, il governo imperiale ricercò tutti coloro che erano stati coinvolti con la rivolta, perciò Chen Xiang dovette rifugiarsi ad Hong Kong e poi a Singapore.

### Seconda Generazione
Questi alcuni nomi di personaggi appartenenti a questa generazione: Chen Anbo (陈安伯), Chen Guanbo (陈官伯), Long Zicai (龙子才), Zhang Yan (张炎).

### Terza Generazione
Questi alcuni nomi di personaggi appartenenti a questa generazione:Chen Wenbin (陈文彬), Chen Yaochi (陈耀墀), Chen Zhaoxiong (陈兆雄), Liang Gui (梁贵), Liang Boda (蔡伯达), Cai Boxiong (蔡伯雄), Yan Yaoting (颜耀庭), Huang Furong (黄福荣), Lei Can (雷灿),Ruan Hai (阮骇), Li En (李恩), Chen Cheng (陈盛), Chen Zhangmao (陈长毛), Fang Yushu (方玉书), eccetera.

### Quarta Generazione
Chen Yunhan (陈云汉), Hu Yunchuo (胡云绰), Ou Hanquan (区汉泉), Chen Huacan (陈华灿),Chen Yaoyuan (陈耀垣), Ye Zhaowen (叶兆文), Pan Fen (潘芬), Tan San (谭三), Zhao Ji (赵吉), Liu Zhong (刘忠), eccetera.

### Foshan Hongsheng Guan
La Palestra Hongsheng di Foshan (佛山鸿胜馆) è stata fondata da Zhang Yan ed è stata al centro della diffusione del Cailifo nell'area di questa città.

## La scuola
Il Cailifo insegna numerosi Taolu (forme) a mano nuda, per un totale di 49 sequenze. 10 sono per un livello iniziale (初, Chu); 10 per un livello intermedio (中, Zhong); 29 sono per un livello alto (高, Gao).
- Questi alcuni nomi dei Taolu del livello iniziale: Simen qiao zou sheng ma (四门桥走生马);Xiao meihuaquan (小梅花拳); Xiao Shiziquan (小十字拳); Ma lun chui (马轮槌); Jie hu quan (截虎拳); ecc.
- Del livello intermedio: Pingquan (平拳); Shizi kou da (十字扣打); Da Baguaquan (大八卦拳); Meihua Baguaquan (梅花八卦); ecc.
- Del livello alto: Wuxingquan (五形拳); Shixingquan (十形拳); Dujiaoquan (独脚拳); Fozhang (佛掌); Dating Baguaquan (达庭八卦拳); Xiongren Bagua Fozhang (雄人八卦佛掌); ecc.
- Il Cailifo possiede oltre 60 Taolu con armi, questi alcuni esempi: Dan yao dao (单腰刀); Xiao meihua shuangdao (小梅花双刀).
- Questo stile possiede oltre 44 Duilian con armi chiamati Duichai (对拆).

## Curiosità
Nel 1976 è uscito il film New Shaolin Boxers, il cui titolo in lingua cinese è Cailifo Xiaozi (蔡李佛小子) prodotto da Shaw Brothers. Il film anche intitolato Grand Master of Death è stato diretto dal regista Zhang Che (张彻). L'interprete principale è Alexander Fu Sheng (傅声).

## Materiale Audiovisivo
- Nel 2006 è stata prodotta una collana di DVD didattici dal titolo Cailifo Kungfu Series 蔡李佛功夫系列 in Cinese Inglese dalla Qilu Yingxiang Chubanshe 齐鲁音像出版社 e dimostrati da Liang Naizhao 梁乃钊. Questi alcuni argomenti[17]: Five wheel Footwork Training 五轮马 (Wulunma, posizioni delle cinque ruote);Five Wheel Hammer 五轮槌 (Wulunchui, Mazzuolo delle cinque ruote); Small Plum Blossom Quan 小梅花拳 (Xiao Meihuaquan, Piccolo Pugilato del fiore di prugno - VCD); Cross Clasping and Hitting Quan 十字连环扣打拳 (Shizi Lianhuan Kou Daquan, Pugilato a croce e concatenato di colpi e di chiusure);Intercepting Tiger Quan 截虎拳 (Jiehuquan, Pugilato che ferma la tigre);
- Nel 2008 con lo stesso titolo Cailifo Kungfu Series 蔡李佛功夫系列 è stata prodotta un'altra collana pubblicata da Ranmin Tiyu Yinxiang Jiaren 人民體育音像俏佳人 e dimostrata da Chen Yongfa (陈永发). Questi alcuni elementi: 基本功 (Jibengong, fondamentali);Eighteen Arhats Boxing 十八罗汉功 Kylin Fist 麒麟手 (Shiba Luohan Gong Qilin Shou, Lavoro dei diciotto Arhat e Mani dell'Unicorno Cinese); Five yun Six qi Eight Trigram Ball 五运六气八卦球 （Wuyun Liuqi Baguaqiu, Palla degli otto trigrammi dei cinque trasporti e delle sei energie）; Chuang Long Eighteen Ge 穿龙十八格（chuan Long Shiba ge, Diciotto modelli di Drago che penetra）; Yin Yang Broadsword VS Sword 阴阳刀剑（Yinyang Daojian, Spada e sciabola Yin Yang）.

## Conversione dei Nomi dei Personaggi e delle Tecniche
I nomi dei personaggi, delle tecniche, delle località, ecc., in Cinese sono resi nelle maniere più disparate. La tabella seguente vuole essere un ausilio per districarsi in questa situazione.
| IDEOGRAMMI   | Nome in Pinyin          | Nome in una o più traslitterazioni del Cantonese |
| 陳享         | Chen Xiang              | Chan Heung                                       |
| 蔡福         | Cai Fu                  | Choy Fok                                         |
| 李友山       | Li Youshan              | Lay Yau-shan                                     |
| 陈远护       | Chen Yuanhu             | Chan Yuen-wu                                     |
| 陈安伯       | Chen Anbo               | Chan On-pak                                      |
| 陈官伯       | Chen Guanbo             | Chan Koon-pak                                    |
| 龙子才       | Long Zicai              | Lung Ji-choi                                     |
| 谭三         | Tan San                 | Tam Sam                                          |
| 京梅         | Jingmei                 | King Mui                                         |
| 五轮马       | Wulunma                 | Ng Lun-ma                                        |
| 四门桥走生马 | Simen qiao zou sheng ma | Sei Mun Kiu Jou San Ma                           |

### Re Mui Choy Li Fut 京梅陳家雄勝蔡李佛拳館

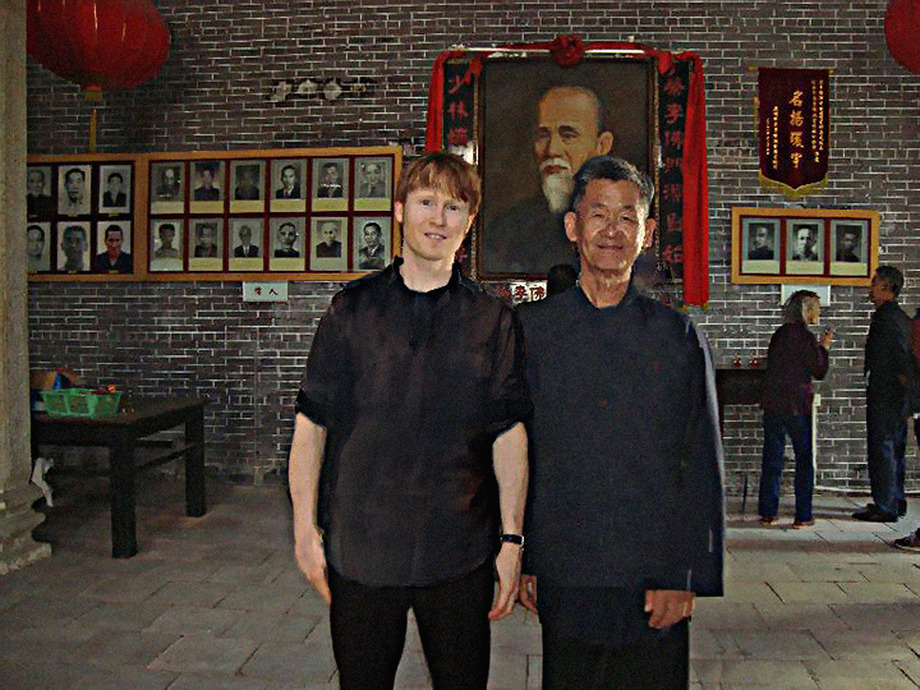
Chan Sun-Chiu del ramo Re Mui a destra con Niel Wilcott

La trasmissione principale è indicata come King Mui (京梅), perché la famiglia del fondatore proveniva dal villaggio di King Mui, ed è qui che Chan Heung 陳享 iniziò ufficialmente a insegnare Choy Li Fut nel 1836. Oggi, i discendenti della famiglia Chan preferiscono usare il termine "Famiglia Chan" tradizione, perché il successore moderno (Custode dello stile) era Chan Yiu-Chi 陳耀墀, figlio di Chan Koon-pak e nipote di Chan Heung.
Uno studente degno di nota della famiglia Chan di Chan Yi-chi era Hu Yuen-chou 胡雲綽, istruttore del famoso maestro Choy Li Fut Doc-Fai Wong 黄德輝 considerato da molti un successore di quinta generazione ed erede del lignaggio del Re Mui.
Dopo Chan Yiu-chi 陳耀墀 suo figlio Chan Sun-chiu divenne l'erede e il custode dello stile. Dopo la morte, il 22 aprile 2013, di Chan Sun-chiu (Custode del re Mui Choy Li Fut)陈燊樵, tutti i discendenti e gli studenti conosciuti diventano i suoi attuali successori della quinta generazione del lignaggio del Re Mui, lo sono; Chan Yong-fa e Niel Willcott.